# Ministerie van Volkshuisvesting, Ruimtelijke Ordening en Milieubeheer

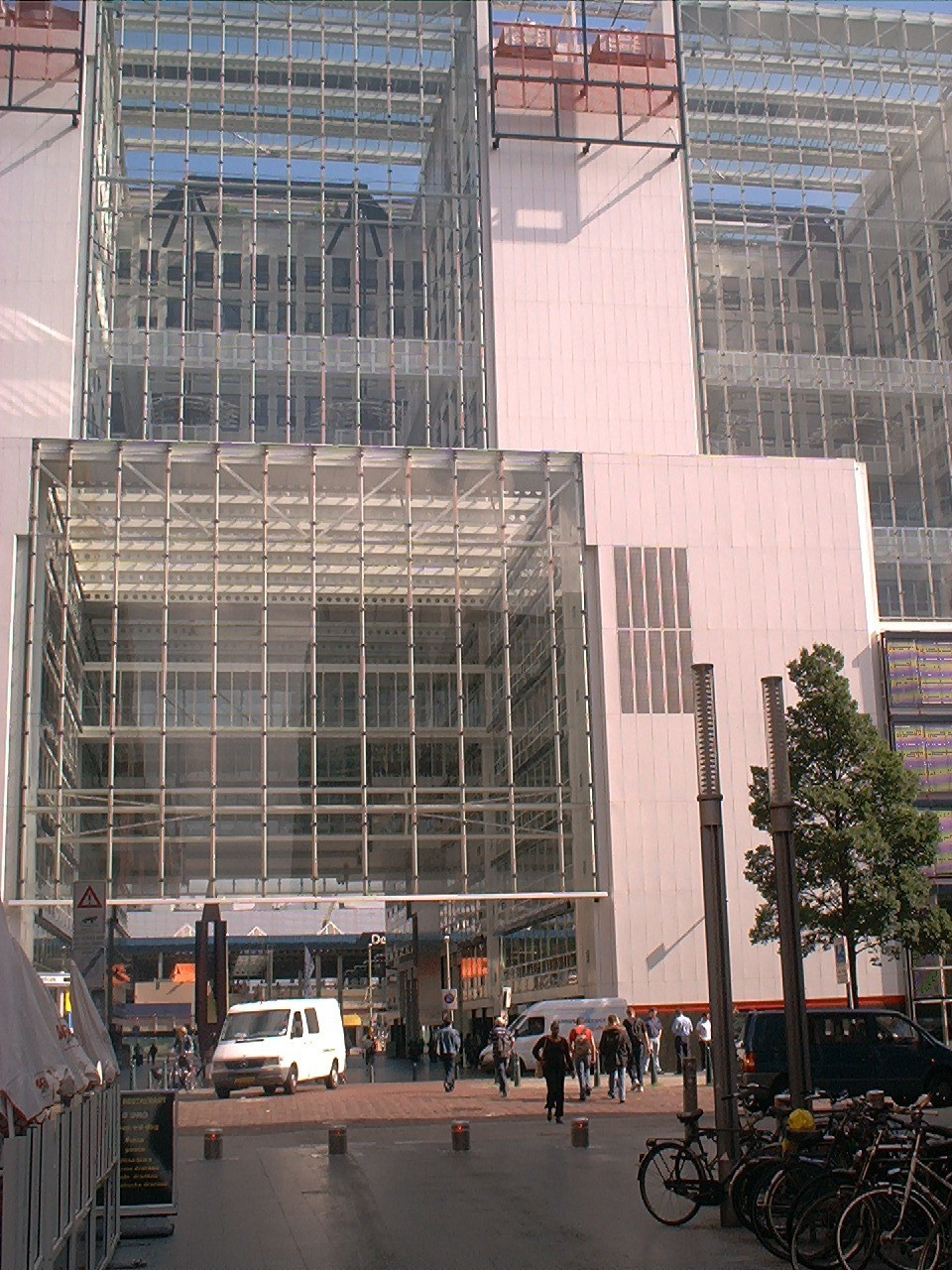
Ministeriumsgebäude in Den Haag

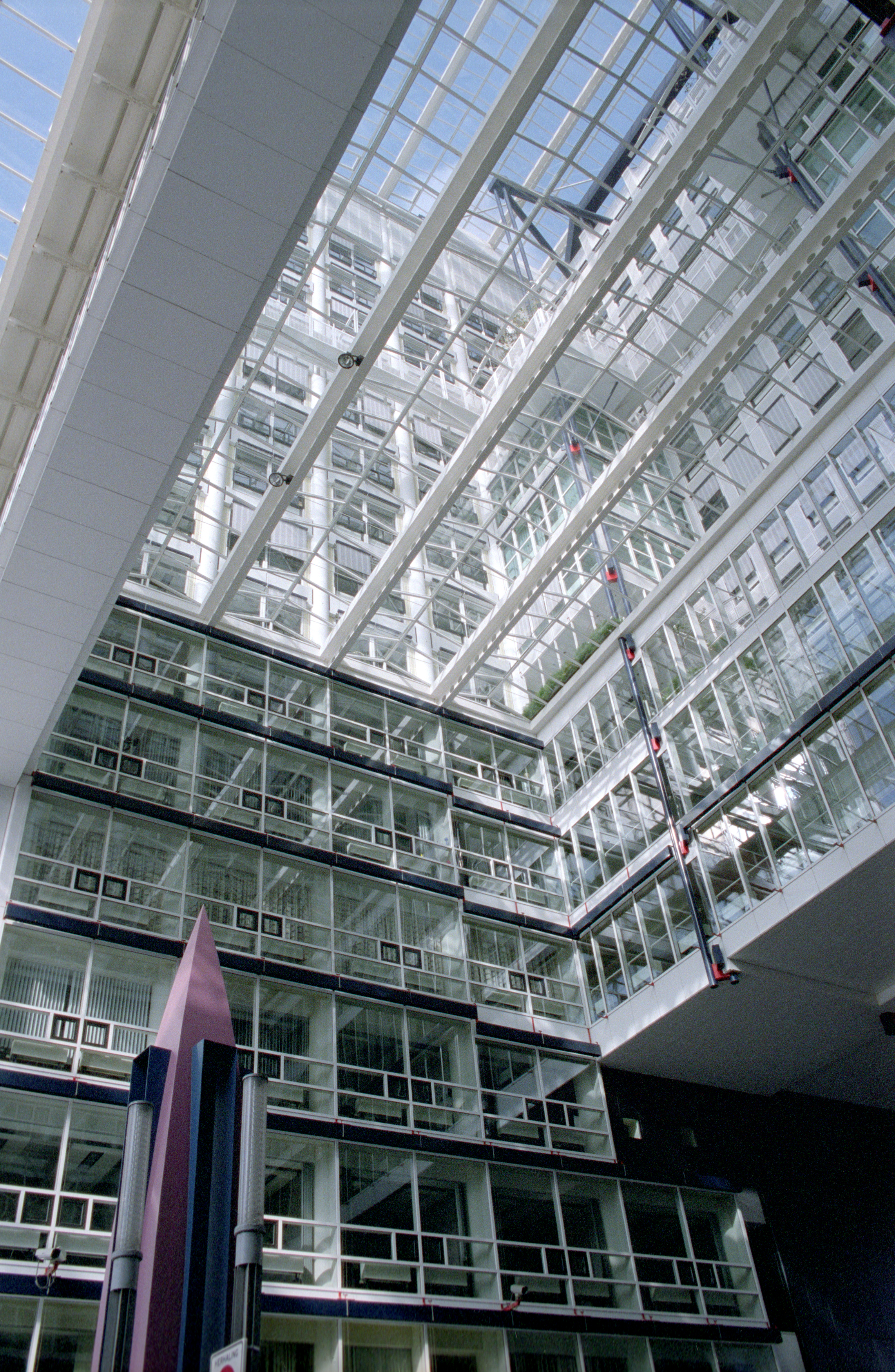
Innenansicht

Das Ministerie van Volkshuisvesting, Ruimtelijke Ordening en Milieubeheer (VROM) (deutsch Ministerium für Wohnungswesen, Raumordnung und Umweltschutz) war das niederländische Umwelt-, Planungs- und Wohnbauministerium. 2010 wurde es mit dem Verkehrs- und Wasserwirtschaftsministerium Ministerie van Verkeer en Waterstaat zum Infrastrukturministerium Ministerie van Infrastructuur en Milieu (IenM) fusioniert.
Die Tätigkeit umfassten u. a. die Erstellung von Leitlinien und Rahmenplanungen für die niederländische Regierung. Auf Basis dieser Leitlinien wurden in Zusammenarbeit mit den Provinzen, Gemeinden, sozialen Organisationen und Unternehmen Gesetze und Verordnungen erlassen.

## Geschichte
Das Ministerium entstand unter diesem Namen erst 1982. Damals wurde der Bereich Umweltschutz den Bereichen Wohnungswesen und Raumordnung zugeordnet. Die Geschichte des Ministeriums geht bis auf das Jahr 1901 zurück, als zwei wichtige Gesetze verabschiedet wurden, das Gesundheitsgesetz und das Wohnungsgesetz. Das Sozialministerium und das Innenministerium sorgten jahrzehntelang für die Ausführung dieser Gesetze. 
Als eigenständige Institution wurde 1945 das Ministerie van Openbare Werken (Ministerium für öffentliche Arbeiten) gegründet. Noch im selben Jahr erhielt es den Namenszusatz en Wederopbouw (und Wiederaufbau), ab 1947 hieß es, nach Abtrennung der in den Niederlanden existenziell bedeutenden Gewässerverwaltung Waterstaat, Ministerie van Wederopbouw en Volkshuisvesting (Wiederaufbau und Wohnungsbau). Zentrale Aufgabe in der unmittelbaren Nachkriegszeit war die Bekämpfung der Wohnungsnot. Das Ministerium verfolgte dabei einen Ansatz stark zentralisierter Planung. 1956 wurde das Ministerium in Volkshuisvesting en Bouwnijverheid (Wohnungsbau und Bauindustrie) umbenannt. 
Erst in den 1960er Jahren etablierte sich die Raumplanung als zweite wichtige Aufgabe des Bauministeriums neben der Produktion von Wohnraum. 1965 erhielt es deshalb den bis 1982 gültigen Namen Volkshuisvesting en Ruimtelijke Ordening (VRO).
Das Katasteramt war von 1973 bis 1994 ein Teil des Ministeriums. Die Liegenschaftsverwaltung der Staatsgebäude ist von alters her eine weitere Aufgabe des Ministeriums. 
Seit 1992 hatte das Ministerium seinen Sitz in einem Gebäude neben dem Hauptbahnhof von Den Haag (Rijnstraat 8), nahe dem Hochhaus Hoftoren. Im Jahr 2006 waren circa 3.700 Mitarbeiter bei VROM beschäftigt. 
Seit Ende 2010 ist VROM Teil des Ministerie van Infrastructuur en Milieu, arbeitet aber selbständig noch mit dem Projekt VROM und der VROM–Inspectie weiter. Der Wohnungsbau seitdem (wieder) im Innenministerium angesiedelt.

## Minister
Die Minister dieses Ministeriums waren:
- Pieter Winsemius (VVD) (1982–1986)
- Ed Nijpels (VVD) (1986–1989)
- Hans Alders (PvdA)(1989–1994)
- Margreeth de Boer (PvdA) (1994–1998)
- Jan Pronk (PvdA) (1998–2002)
- Henk Kamp (VVD) (2002–2003)
- Sybilla Dekker (2003–2006)
- Pieter Winsemius (VVD) (2006–2007)
- Jacqueline Cramer (PvdA) (2007–2010)
- Tineke Huizinga (ChristenUnie) (2010)
- Melanie Schultz van Haegen (VVD) (2010, später Ministerin von IenM)